# Джошуа Ферис
Джошуа Ферис (на английски: Joshua Ferris) е американски писател на произведения в жанровете хумор и проза (разкази, романи).

## Биография и творчество
Джошуа Ферис е роден на 8 ноември 1974 г. в Данвил, Илинойс, САЩ. Завършва Университета на Айова през 1996 г. с бакалавърска степен по английски език и философия. След дипломирането си се премества в Чикаго и работи известно време като копирайтър в рекламна агенция. Получава през 2003 г. магистърската степен по творческо писане от Университета на Калифорния в Ървайн.
Първият му разказ „Mrs. Blue“ (Госпожа Блу) е публикуван през 1999 г. в „Iowa Review“.
Дебютният му роман „И тогава стигнахме края“ е издаден през 2007 г. Книгата представя събитията във фиктивна рекламна агенция в Чикаго, която преживява спад в края на интернет-бума на 90-те и е сатира за американското работно място, разказана в първо лице множествено число. Романът става бестселър, печели печели наградата за дебют PEN/Хемингуей и наградата „Discover“ на книжарници „Barnes & Noble“. Издаден е в над 20 езика по света.
Негови произведения са публикувани в „The New Yorker“, „Granta“, „Tin House“ и „Best American Short Stories“.
Следват романите му „The Unnamed“ (Без име) и „To Rise Again at a Decent Hour“ (Да се издигнеш отново в достоен час). Вторият печели наградата за млади писатели „Дилън Томас“ и Националната награда за еврейска книга.
Джошуа Ферис живее със семейството си в Ню Йорк и в Хъдсън, щат Ню Йорк.

## Произведения

### Самостоятелни романи
- Then We Came to the End (2007)
И тогава стигнахме края, изд.: „Жанет 45“, Пловдив (2015), прев. Елка Виденова
- The Unnamed (2010)
- To Rise Again at a Decent Hour (2014)
- A Calling for Charlie Barnes (2021)

### Сборници
- The Dinner Party (2017)

Разкази
- Mrs. Blue (1999)
- Ghost Town Choir (2006)
- It Would Be Life (2007)
- Uncertainty (2007)
- More Afraid of You (2008)
- The Dinner Party (2008)
- The Valetudinarian (2009)
- A Night Out (2009)
- The Pilot (2010)
- The fragments (2013)
- The breeze (2013)
- Good Legs (2014)
- The Abandonment (2016)

### Екранизации
- 2005 The Life and Death of Jimmy Katz
- 2007 More Abandon
- 2010 A Night Out
- 2012 More Afraid of You
- 2013 The Fragments